# Russell Jeffrey
Russell Jeffrey ist ein australischer Schauspieler und Synchronsprecher.

## Leben
Russell studierte am National Institute of Performing Art und vertiefte seine Schauspielkenntnisse an verschiedenen Schulen in Australien und den USA. Ehe er nach Los Angeles zog, lebte er auf der australischen Insel Tasmanien. Seit Mitte der 2000er Jahre ist er als Fernseh- und Filmschauspieler tätig. Er spielte 2005 in einer Episode der Fernsehserie Headland mit und war 2006 im Kurzfilm The Last Days of Connie Hays als Schauspieler zu sehen. Eine größere Rolle übernahm er im Film Offing David an der Seite von Adam J. Yeend und Nathaniel Buzolic. Nach weiteren Kurzfilmproduktionen stellte er die Rolle des Sef im Horrorfilm The Tunnel – Fürchte die Dunkelheit dar. Im Folgejahr war er in zwei Episoden der Zeichentrickserie Kein Keks für Kobolde als Synchronsprecher tätig.
Wenig später zog Jeffrey in die USA und erhielt die Hauptrolle des Evan im 2014 erschienenen Kurzfilm Cross the Line. Im selben Jahr spielte er in sechs Episoden der australischen Fernsehserie Toolies in der Rolle des Smitty mit. 2015 erhielt er eine Rollenbesetzung im Kurzfilm The Wake. 2017 wirkte er im australischen Spielfilm A Dusty Town mit. 2021 war er in der Filmproduktion Fear of a Black Planet zu sehen. 2023 stellte er im vom Filmstudio The Asylum produzierten Katastrophenfilm Arctic Armageddon die Rolle des Petty Officer Thompson dar.

## Filmografie (Auswahl)

### Schauspiel
- 2005: Headland (Fernsehserie, Episode 1x01)
- 2006: The Last Days of Connie Hays (Kurzfilm)
- 2008: Offing David
- 2009: Chaos Theory (Kurzfilm)
- 2010: Smugglers (Kurzfilm)
- 2011: The Tunnel – Fürchte die Dunkelheit (The Tunnel)
- 2014: Cross the Line (Kurzfilm)
- 2014: Toolies (Fernsehserie, 6 Episoden)
- 2015: The Wake (Kurzfilm)
- 2017: A Dusty Town
- 2021: Fear of a Black Planet
- 2023: Arctic Armageddon
- 2024: Gladiators – Zurück in der Arena (Gladiators)

### Synchronisationen
- 2012: Kein Keks für Kobolde (The Woodlies, Zeichentrickserie, 2 Episoden)

## Theater (Auswahl)
- Mate, Regie: Leiz Morre, B. Sharp Belvoir
- Aladdin, Regie: Les Winspear, Alfresco Theatre Company
- Bellini’s Norma, Regie: George Oglivie, Opera Australia
- Grease, Pierrot Productions Australia
- Westside Story, Regie: Robert Jarman, Theatre Royal Trust
- Oliver!, Regie: Don Gay, Gilbert & Sullivan Society